# DAViCal
DAViCalとは、CalDAV、CardDAVを使用したカレンダーサーバおよび連絡先サーバーである。

## 概要
DAViCalはCalDAVに基づいて開発されており、Linux系OS、Apache HTTP Server、PostgreSQL、PHPが利用できる環境で構築できる。また、CalDAVとCardDAVはWebDAVを使用するためWebサーバでのWebDAVサポートが必須である。更に、任意ではあるが80番ポートのhttpをそのまま使用するとセキュリティ問題が発生するためSSLのサポートが可能である必要がある。

## 対応クライアント
- Chandler
- Evolution
- Sunbird / Lightning
- Mulberry
- iCal
- iOSに搭載されているカレンダー
- その他、CalDAVに対応しているもの

## その他のCalDAVサーバー
現段階でフリーで使用できるCalDAVサーバーは、DAViCalの他にChandler Serverがあるがあまり存在していない。
その他、有償で付属するものとしてmacOS Serverに付属されているiCal Serverがある。